# Campeonato Mundial de Atletismo en Pista Cubierta de 2003

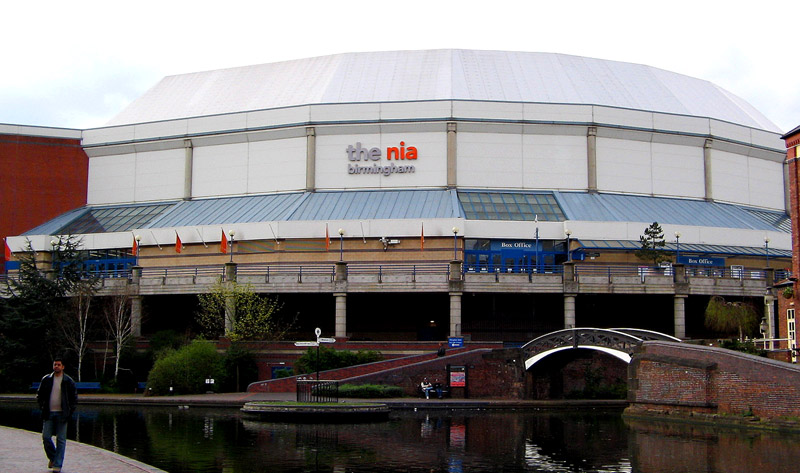
La National Indoor Arena en Birmingham central.

El IX Campeonato Mundial de Atletismo en Pista Cubierta se celebró en Birmingham (Reino Unido) entre el 14 y el 16 de marzo de 2003 bajo la organización de la Asociación Internacional de Federaciones de Atletismo y la Organización de Atletismo del Reino Unido.
Las competiciones se llevaron a cabo en la National Indoor Arena. Se contó con la presencia de 589 atletas de 132 países. 

## Resultados

### Masculino
| Evento                    | Oro                                                                             | Plata                                                                     | Bronce                                                                                             |
| ------------------------- | ------------------------------------------------------------------------------- | ------------------------------------------------------------------------- | -------------------------------------------------------------------------------------------------- |
| 60 m (14.03)              | Justin Gatlin Estados Unidos 6,46 s                                             | Kim Collins San Cristóbal y Nieves 6,53 s                                 | Jason Gardener Reino Unido 6,55 s                                                                  |
| 200 m (15.03)             | Marlon Devonish Reino Unido 20,62                                               | Joseph Batangdon Camerún 20,76                                            | Dominic Demeritte Bahamas 20,92                                                                    |
| 400 m (16.03)             | Tyree Washington Estados Unidos 45,34                                           | Daniel Caines Reino Unido 45,43                                           | Paul McKee Irlanda / Jamie Baulch Reino Unido 45,99                                                |
| 800 m (16.03)             | David Krummenacker Estados Unidos 1:45,69                                       | Wilson Kipketer Dinamarca 1:45,87                                         | Wilfred Bungei Kenia 1:46,54                                                                       |
| 1.500 m (15.03)           | Driss Maazouzi Francia 3:42,59                                                  | Bernard Lagat Kenia 3:42,62                                               | Abdelkader Hachlaf Marruecos 3:42,71                                                               |
| 3.000 m (16.03)           | Haile Gebrselassie Etiopía 7:40,97                                              | Alberto García Fernández · España · 7:42,08                               | Luke Kipkosgei Kenia 7:42,56                                                                       |
| 60 m vallas (16.03)       | Allen Johnson Estados Unidos 7,47                                               | Anier García · Cuba · 7,49                                                | Xiang Liu China 7,52                                                                               |
| Salto de altura (15.03)   | Stefan Holm · Suecia · 2,35 m                                                   | Yaroslav Ribakov · Rusia · 2,33 m                                         | Hennazdi Maroz · Bielorrusia · 2,30 m                                                              |
| Salto con pértiga (15.03) | Tim Lobinger · Alemania · 5,80                                                  | Michael Stolle · Alemania · 5,75                                          | Rens Blom · Países Bajos · 5,75                                                                    |
| Salto de longitud (15.03) | Dwight Phillips Estados Unidos 8,29                                             | Yago Lamela · España · 8,28                                               | Miguel Pate Estados Unidos 8,21                                                                    |
| Salto triple (16.03)      | Christian Olsson · Suecia · 17,70                                               | Walter Davis Estados Unidos 17,35                                         | Yoelbi Quesada · Cuba · 17,27                                                                      |
| Peso (14.03)              | Manuel Martínez Gutiérrez · España · 21,24                                      | John Godina Estados Unidos 21,23                                          | Yuri Bilonoh · Ucrania · 21,13                                                                     |
| 4 x 400 m (16.03)         | Jamaica Leroy Colquhoun Danny McFarlane Michael Blackwood Davian Clarke 3:04,21 | Reino Unido Jamie Baulch Timothy Benjamin Cori Henry Daniel Canes 3:06,12 | Polonia · Rafał Wieruszewski · Grzegorz Zajączkowski · Marcin Marciniszyn · Marek Plawgo · 3:06,61 |
| Heptatlón (16.03)         | Tom Pappas Estados Unidos 6.361 pts.                                            | Lev Lobodin · Rusia · 6.297 pts.                                          | Roman Šebrle · República Checa · 6.196 pts.                                                        |

1. ↑  Descalificación del equipo estadounidense (conformado por James Davis, Jerome Young, Milton Campbell y Tyree Washington) ganador de la medalla de oro, por dopaje de Jerome Young.[1]

### Femenino
| Evento                    | Oro                                                                                    | Plata                                                                       | Bronce                                                                        |
| ------------------------- | -------------------------------------------------------------------------------------- | --------------------------------------------------------------------------- | ----------------------------------------------------------------------------- |
| 60 m (14.03)              | Angela Williams Estados Unidos 7,16 s                                                  | Torri Edwards Estados Unidos 7,17 s                                         | Merlene Ottey Eslovenia 7,20 s                                                |
| 200 m (15.03)             | Muriel Hurtis Francia 22,54                                                            | Anastasia Kapachinskaya · Rusia · 22,80                                     | Juliet Campbell Jamaica 22,81                                                 |
| 400 m (16.03)             | Natalia Nazarova · Rusia · 50,83                                                       | Christine Amertil Bahamas 51,11                                             | Grit Breuer · Alemania · 51,13                                                |
| 800 m (16.03)             | Maria de Lurdes Mutola Mozambique 1:58,94                                              | Stephanie Graf · Austria · 1:59,39                                          | Mayte Martínez · España · 1:59,53                                             |
| 1.500 m (16.03)           | Regina Jacobs Estados Unidos 4:01,67                                                   | Kelly Holmes Reino Unido 4:02,66                                            | Ekaterina Rozenberg · Rusia · 4:02,80                                         |
| 3.000 m (15.03)           | Berhane Adere Etiopía 8:40,25                                                          | Marta Domínguez · España · 8:42,17                                          | Meseret Defar Etiopía 8:42,58                                                 |
| 60 m vallas (16.03)       | Gail Devers Estados Unidos 7,81                                                        | Glory Alozie · España · 7,90                                                | Melissa Morrison-Howard Estados Unidos 7,92                                   |
| Salto de altura (16.03)   | Kajsa Bergqvist · Suecia · 2,01 m                                                      | Yelena Yelesina · Rusia · 1,99 m                                            | Anna Chícherova · Rusia · 1,99 m                                              |
| Salto con pértiga (16.03) | Svetlana Feofánova · Rusia · 4,80                                                      | Yelena Isinbáyeva · Rusia · 4,60                                            | Monika Pirek · Polonia · 4,45                                                 |
| Salto de longitud (16.03) | Tatiana Kotova · Rusia · 6,84                                                          | Inessa Kravets · Ucrania · 6,72                                             | Maurren Higa Maggi · Brasil · 6,70                                            |
| Salto triple (15.03)      | Ashia Hansen Reino Unido 15,01                                                         | Françoise Mbango Etone Camerún 14,88                                        | Kéné Endoye Senegal 14,72                                                     |
| Peso (15.03)              | Irina Korzhanenko · Rusia · 20,55                                                      | Nadzeya Ostapchuk · Bielorrusia · 20,31                                     | Astrid Kumbernuss · Alemania · 19,86                                          |
| 4 x 400 m (16.03)         | Rusia · Natalia Antiuj · Yulia Pechunkina · Olesia Zikina · Natalia Nazarova · 3:28,45 | Jamaica Ronetta Smith Catherine Scott Sheryl Morgan Sandie Richards 3:31,23 | Estados Unidos Monique Hennagan Meghan Addy Brenda Taylor Mary Danner 3:31,69 |
| Pentatlón (14.05)         | Carolina Klüft · Suecia · 4.933 pts.                                                   | Natalia Sazanovich · Bielorrusia · 4.715 pts.                               | Marie Collonvillé Francia 4.644 pts.                                          |

1. ↑  Descalificación por dopaje de la medallista de oro, la ucraniana Zhanna Block.[1]
2. ↑  Descalificación por dopaje de la medallista de oro, la estadounidense Michelle Collins.[1]

## Medallero
| Núm. | País                   | Oro | Plata | Bronce | Total |
| ---- | ---------------------- | --- | ----- | ------ | ----- |
| 1    | Estados Unidos         | 9   | 3     | 3      | 15    |
| 2    | Rusia                  | 5   | 5     | 2      | 12    |
| 3    | Suecia                 | 4   | 0     | 0      | 4     |
| 4    | Reino Unido            | 2   | 3     | 2      | 7     |
| 5    | Francia                | 2   | 0     | 1      | 3     |
| 6    | Etiopía                | 2   | 0     | 1      | 3     |
| 7    | España                 | 1   | 4     | 1      | 6     |
| 8    | Alemania               | 1   | 1     | 2      | 4     |
| 9    | Jamaica                | 1   | 1     | 1      | 3     |
| 10   | Mozambique             | 1   | 0     | 0      | 1     |
| 11   | Bielorrusia            | 0   | 2     | 1      | 3     |
| 12   | Camerún                | 0   | 2     | 0      | 2     |
| 13   | Kenia                  | 0   | 1     | 2      | 3     |
| 14   | Bahamas                | 0   | 1     | 1      | 2     |
| 14   | Cuba                   | 0   | 1     | 1      | 2     |
| 14   | Ucrania                | 0   | 1     | 1      | 2     |
| 17   | Austria                | 0   | 1     | 0      | 1     |
| 17   | Dinamarca              | 0   | 1     | 0      | 1     |
| 17   | San Cristóbal y Nieves | 0   | 1     | 0      | 1     |
| 20   | Polonia                | 0   | 0     | 2      | 2     |
| 21   | Brasil                 | 0   | 0     | 1      | 1     |
| 21   | China                  | 0   | 0     | 1      | 1     |
| 21   | Eslovenia              | 0   | 0     | 1      | 1     |
| 21   | Irlanda                | 0   | 0     | 1      | 1     |
| 21   | Marruecos              | 0   | 0     | 1      | 1     |
| 21   | Países Bajos           | 0   | 0     | 1      | 1     |
| 21   | República Checa        | 0   | 0     | 1      | 1     |
| 21   | Senegal                | 0   | 0     | 1      | 1     |
|      | TOTAL                  | 28  | 28    | 29     | 85    |